# Monocerotesa flavipicta
Monocerotesa flavipicta är en fjärilsart som beskrevs av Alfred Ernest Wileman 1911. Monocerotesa flavipicta ingår i släktet Monocerotesa och familjen mätare. Inga underarter finns listade i Catalogue of Life.